# Сулайман Маррех
Сулайман Маррех (англ. Sulayman Marreh, нар. 15 січня 1996) — гамбійський футболіст, півзахисник клубу «Гент». Вдомий за виступами в низці європейських клубів, а також у складі національної збірної Гамбії.

## Клубна кар'єра
Сулайман Маррех народився у передмісті столиці країни Банжула Абуко, та розпочав грати в місцевій футбольній команді «Абуко Юнайтед». У 2011 став гравцем професійної команди «Самджер Серекунда», в якій грав до 2013 року. У 2013 році потрапив до системи іспанського клубу «Гранада», проте за головну команду клубу зігравлише 1 матч чемпіонату, та переважного грав за фарм-клуб команди «Гранада Б». У 2017 році укклав контракт із англійським клубом команд «Вотфорд», проте відразу ж відправився в оренду до іспанського клубу «Реал Вальядолід», за який також не зіграв жодного матчу, й на початку 2018 року на правах оренди перейшов до іншого іспанського клубу «Альмерія». За півроку Маррех також на правах оренди перейшов до бельгійського клубу Ліги Жупіле «Ейпен», за який грав до кінця сезону 2018—2019 років. По закінченні сезону «Ейпен» викупив права на футболіста, й до кінця року гамбієць грав у складі бельгійського клубу на правах повноцінного контракту.
На початку 2020 року Сулайман Маррех став гравцем іншого бельгійського клубу «Гент». Станом на середину 2021 року відіграв за команду з Гента 18 матчів у національному чемпіонаті.

## Виступи за збірну
2011 року дебютував в офіційних матчах у складі національної збірної Гамбії. У складі збірної брав участь у Кубку африканських націй 2021 року, на якому гамбійська збірна вийла до чвертьфіналу. У складі збірної на початок 2023 року відіграв 34 матчі, у яких відзначився 1 забитим м'ячем.

## Титули і досягнення
- Володар Кубка Бельгії (1):

«Гент»: 2021–22